# Harold Harmsworth
Harold Sidney Harmsworth (né le 26 avril 1868 à Londres et mort le 26 novembre 1940), 1er vicomte Rothermere, est une personnalité du monde des affaires et un patron de presse britannique, ayant prospéré dans le milieu du journalisme. 

## Biographie
Harold Harmsworth est le propriétaire d'Associated Newspapers (en) et est surtout connu pour avoir fait le succès, avec son frère Alfred Harmsworth, des journaux Daily Mail et The Daily Mirror.  Il est également le frère de l'homme politique Cecil Harmsworth. 
Il est remplacé en 1932 par son fils aîné Esmond Harmsworth à la tête de Associated Newspapers et de la holding Daily Mail and General Trust.
Une chaire universitaire qu'il a créée porte le nom de son fils à Harvard, la Harold Vyvyan Harmsworth Professor of American History (en).